# The Tiger Rising
The Tiger Rising es una película dramática estadounidense de 2022 escrita y dirigida por Ray Giarratana y protagonizada por Christian Convery, Madalen Mills, Katharine McPhee, Sam Trammell, Dennis Quaid y Queen Latifah. Se basa en el libro de 2001 del mismo nombre de Kate DiCamillo.

## Sinopsis
Un niño encuentra un tigre enjaulado en el bosque cerca de donde vive.

## Reparto
- Christian Convery como Rob[4]
- Dennis Quaid como Beauchamp[4]
- Queen Latifah como Willie May[5]
- Madalen Mills[4]
- Katharine McPhee[6]
- Sam Trammell[6]
- Nicholas Ryan Hernandez[6]
- Jayden Fontaine[6]

## Producción
La fotografía principal se realizó en Tifton, Georgia y Thomasville, Georgia en noviembre de 2019. La filmación se completó en diciembre de 2019.

### Controversia
El 18 de noviembre de 2021, The Hollywood Reporter publicó un artículo sobre Ryan Donnell Smith, Allen Cheney, Emily Hunter Salveson y Ryan Winterstern quienes no pagaron a los miembros del equipo antes y después de filmar la película.

## Estreno
La película se estrenó en cines el 21 de enero de 2022 y en video bajo demanda y formatos digitales el 8 de febrero de 2022.